# Лаго Патроно (Алесандрија)
Лаго Патроно је насеље у Италији у округу Алесандрија, региону Пијемонт.
Према процени из 2011. у насељу је живело 11 становника. Насеље се налази на надморској висини од 600 м.